# Casa Raventós
La Casa Raventós, o Torre Raventós-Coderch, és una obra de Matadepera (Vallès Occidental) inclosa a l'Inventari del Patrimoni Arquitectònic de Catalunya.

## Descripció
Situada en un dels extrems de la població. La Casa Raventós és una construcció aïllada, completament envoltada i protegida per un jardí que consta de planta baixa i un pis. Està formada per diversos cossos disposats en planta de manera reculada per tal de potenciar la privacitat del conjunt. Té piscina coberta, la qual cosa fa que quedi incorporada a l'interior de l'habitatge. L'acabat exterior és fet amb maó vist i rajola.

## Història
La Casa Raventós va ser construïda per l'arquitecte Josep Antoni Coderch i de Sentmenat l'any 1970.